# 423

## Nașteri
- dată necunoscută: Genoveva din Paris  (d. 502)

## Decese
- Honorius, împărat roman, din 395 (n. 384)